# Hektarî, Horohiv
Hektarî (în ucraineană Гектари) este un sat în comuna Piskî din raionul Horohiv, regiunea Volînia, Ucraina.

## Demografie
Componența lingvistică a localității Hektarî
     Ucraineană (99,59%)
     Alte limbi (0,41%)
Conform recensământului din 2001, majoritatea populației localității Hektarî era vorbitoare de ucraineană (99,59%), existând în minoritate și vorbitori de alte limbi.